# Radicaal 173
Van de in totaal 214 Kangxi-radicalen heeft radicaal 173 de betekenis regen. Het is een van de negen radicalen die bestaat uit acht strepen.
In het Kangxi-woordenboek zijn er 298 karakters die dit radicaal gebruiken.

## Karakters met het radicaal 173

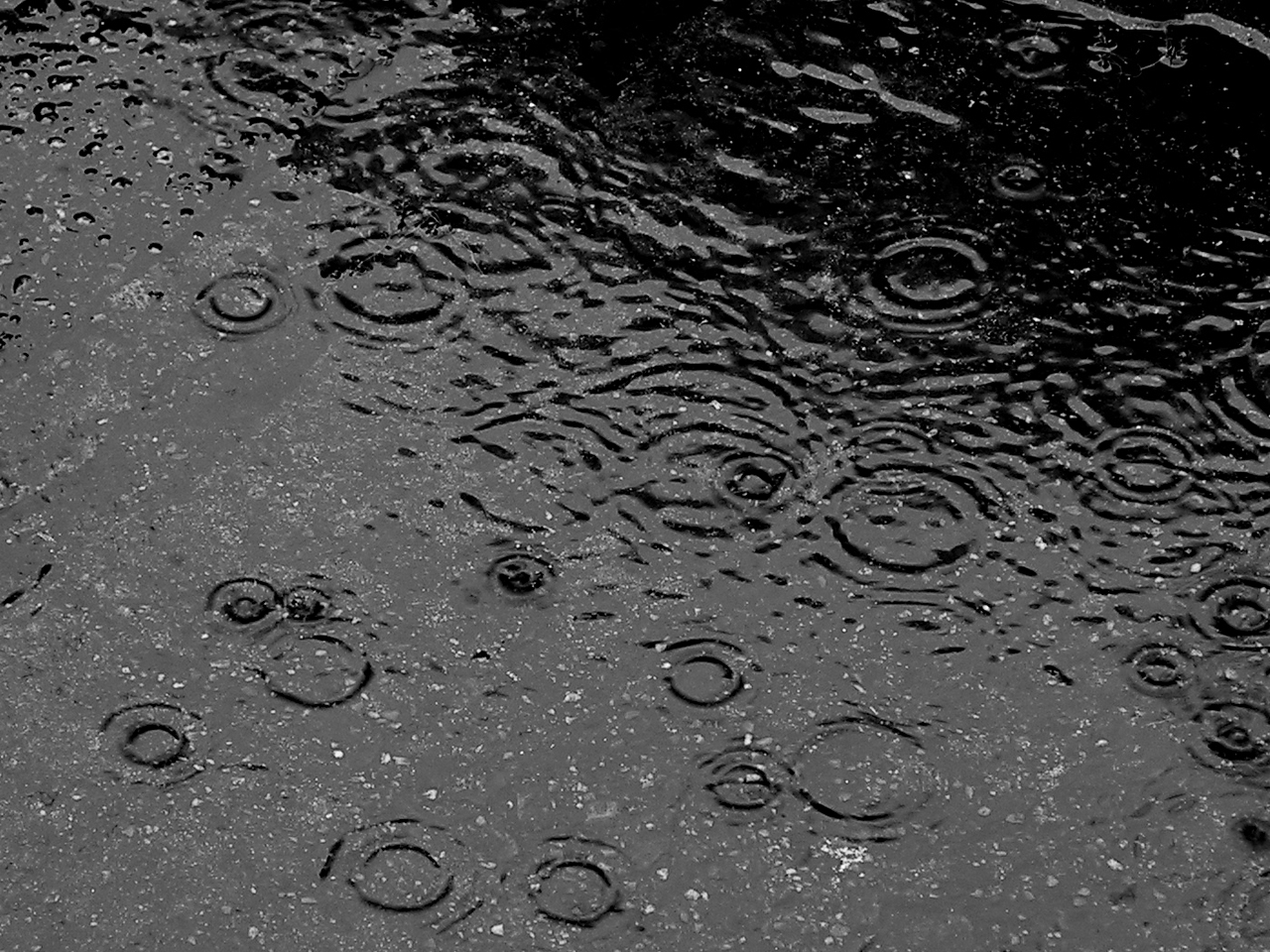
Regendruppels in het water.

| Strepen | Karakter                                  |
| ------- | ----------------------------------------- |
| + 0     | 雨                                        |
| + 3     | 雩 雪 雫                                  |
| + 4     | 雬 雭 雮 雰 雱 雲 雯 靊                   |
| + 5     | 雳 雴 零 雷 雸 雹 雺 電 雵 雼 雽          |
| + 6     | 雾 需 雿                                  |
| + 7     | 霁 霂 霄 霅 霆 震 霈 霉 霊                |
| + 8     | 霃 霋 霍 霎 霏 霐 霑 霒 霓 霔 霕 霖 霗 霘 |
| + 9     | 霙 霌 霚 霜 霝 霞 霟 霠 霡 霢 霣          |
| + 10    | 霤 霛                                     |
| + 11    | 霥 霧 霦 霨 霪 霩 霫 霬                   |
| + 12    | 霭 霮 霰 霯 霳 霱                         |
| + 13    | 露 霴 霵 霶 霸 霹 霷                      |
| + 14    | 霻 霺 霽 霾 霼 霿                         |
| + 15    | 靀                                        |
| + 16    | 靂 靃 靄 靅 靆 靇 靈                      |
| + 17    | 靉                                        |
| + 18    | 靁                                        |
| + 19    | 靋 靌                                     |
| + 31    | 靐                                        |

Orakelbotkarakter
Bronskarakter
Groot zegelkarakter
Klein zegelkarakter